# 彭國華
彭國華（1954年8月19日—2001年7月29日），綽號太保，生於臺灣，音樂人、企業家，飛碟唱片、豐華唱片創辦人。包括蘇芮、張雨生、張惠妹等人都曾是他旗下歌手。

## 生平
畢業於世新廣電科。畢業後進入唱片業，曾任職於光美唱片。在滾石唱片草創時期加入，曾任滾石唱片副總經理。
1982年與吳楚楚等人創辦飛碟唱片。於1995年另行創辦豐華唱片。1999年9月17日，因得知罹患肝癌，在低調的考量，悄悄住進台大醫院接受治療。當完成了第一次的手術，生活變得更加節制，及後續兩個月一次的定期檢查，均被告知正常。大家都替其感到高興，認為有驚無險的度過一關。2001年農曆春節後，與家人自日本北海道渡假回來後。3月27日，再度因發高燒不退的狀態入院治療，住院期間，不願讓妻子過度擔心，隱瞞著病情，依舊保持正常心對待家人，為避免家人在他走後，日子過得不適切，趁著自己還能行動的時間，將部分事務先行安排。7月29日清晨4時55分，最終還是以肝癌病情而病逝。

## 專長
- 1983年，《一樣的月光》是蘇芮首張個人專輯的主打歌，也是同年臺灣電影《搭錯車》的插曲之一。專輯搭上了電影，一路狂飆，在台灣國語歌曲排行榜，連續九周蟬聯國語歌曲排行榜第一。歌手蘇芮回憶：「她永遠不會忘記，那是她最不如意的時候，有人卻聽到了她最迷人的歌聲」。彭國華曾經說：「在聲音的世界裡，JULIE肯定是個絕世美女」。且飛碟電台主持人朱衛茵說：「當JULIE到香港開演唱會時，也極為驚訝，甚至不知道自己為何已經那麼的紅。這些歌都是讓香港的樂迷，簡直就是不可置信，有一位這麼...應該說看起來，一個這個女子，可以唱出那麼搖滾的東西，而且那個搖滾是，一個靈魂的ROCK這樣子。所以，我覺得彭先生，真的把這一個歌手，把JULIE這一個歌手，可以極致的推到香港去。而且也讓她，非常能夠發揮她真正的內心，她自己的那個聲音」
- 豐華唱片副總李世忠說：「彭國華其能從他人的身上，找出其該有的特質與元素，就變成你的東西。我覺得沒人是神，他也不是，但是他非常的用心」、「他絕對不是說，拍一個照片來，那誰誰誰的專輯，就這樣子，他絕對會有一些行銷上的概念之類的意圖」、「你看他的臉，都是略帶微笑，他就是有那一種魅力，跟他可以創造些甚麼東西出來的感覺。這些影響，其實也是後來這些藝人，很想到飛碟來的一種影響」。
- 1984年初秋，彭國華在蔡琴的客廳勸說：「把眼鏡拿掉，我會在唱片封面上，寫上“最美的女人”五個字」。
- 1986年，黃鶯鶯也加入旗下歌手行列，在1990年，專輯《心海的消息》的創作過程中，現任豐華唱片副總的李世忠回憶說：「彭國華當時在深深思考，是不是進來讓她清唱？我覺得那個是滿大膽的的，我覺得任何歌手在某些階段，都有些不同的需要的問題點跟機會點，他在考量的時候，其實都會看，藝人的特質是甚麼！特色是甚麼！她過去少了些甚麼？可以找到甚麼樣的資源？來幫藝人做一些方向性的改變」。
- 1986年，香港電影《玫瑰的故事》在西門町試片時，是由李世忠與彭國華一起去看的。李世忠回憶說：「對方也希望能夠跟我們合作，彭先生呢，就開出一個條件，我們是不是可以把一些音樂元素放進去？那是讓我覺得最不可思議的一件事。一個電影的聲帶可以被改變」。
- 電影導演朱延平說：「我那時候的賣座電影，都少不了來自彭先生的主題曲配合」。譬如說《嘎嘎烏啦啦》，片子還沒出來，你到我的戲院去看，每個小孩都在「嘎嘎烏啦啦」就來買票。這就是彭先生的創意，他從唱片跟電影的結合，到了1989年的《七匹狼》，可以說是達到一個巔峰的狀態」。
- 1987年，歌手王傑用其獨特滄桑的嗓音出道，以一輯《一場遊戲一場夢》專輯，席捲當年台灣流行樂壇，連續6個月蟬聯國語歌曲排行榜第一。此負責單曲編曲的陳志遠回憶說：「在早期的唱片，作者與唱片公司之間的合作，其實就是一種讓渡的行為。就是說你的作品，他是會賣斷給唱片公司。彭國華是我第一個接觸到，跟我談一個就是說，你這個詞曲的權利，其實是屬於你自己的」。李世忠回憶說：「當初就是他帶領大家，不管從音樂製作，從歌手的發掘，我們從不會用一個錢，他不會用錢去買一個歌手，從來不會幹這種事。大部分都是會找一些，他認為有興趣，都是因為興趣，才會引發這些」。
- 他很喜歡張雨生，但是在一開頭，張雨生的詞曲創作結果都是極為艱深的，非常的「不市場」。彭國華在辦公室時，將其找來，以對待自己小孩的方式，很真誠想辦法與其溝通，運用交換的方式，換取部份流行曲調的順利發行，以取得一種平衡。也能顧慮到創作者心中所想要的一種東西。對每個歌手，都採取一種鼓勵及推一把的方式進行。甚至在銷售成績不佳時, 亦是以鼓勵方式安撫。
- 1995年，因經營理念與華納音樂集團出現歧見，飛碟唱片原經營班底陸續離職，並另行成立創建豐華唱片。
- 1996年，跨足了廣播領域，在其專營的廣播電台，推行新一類的「台呼」創作（例：《空中的夢想家》UFO，“92。1“，“就愛電你”）。也因為A－mei的柔美音色，讓聽眾欲罷不能的搶聽其廣播節目。飛碟電台主持人朱衛茵回憶說：「因為這“台呼”，代表我們是一個很重要的基地」。彭國華曾說：「雖然我們是飛碟，但我們服務的是地球人」。給沉悶的廣播環境，灌入一股夢想活力。
- 1996年，彭國華堅持在國語流行音樂市場，放入原住民的天籟嗓音及色彩，趁著這個時候，來把這種東西放大。

## 家庭
1990年和主持人張小燕結婚，

## 榮譽
2014年，於第25屆金曲獎，追頒特別貢獻獎。在頒獎典禮上，由歌手蘇芮獻唱〈一樣的月光〉追思彭國華，歌手張清芳則擔任引言人介紹彭國華生平，由遺孀張小燕代為上台領獎，及代為發言領獎感言（由於為人極為低調）故所言應為「謝謝各位，我只是活在台灣音樂最美好的時代，他（我）很幸運，現在的音樂人，你們加油了。謝謝各位」。